# 랜돌프 맨투스

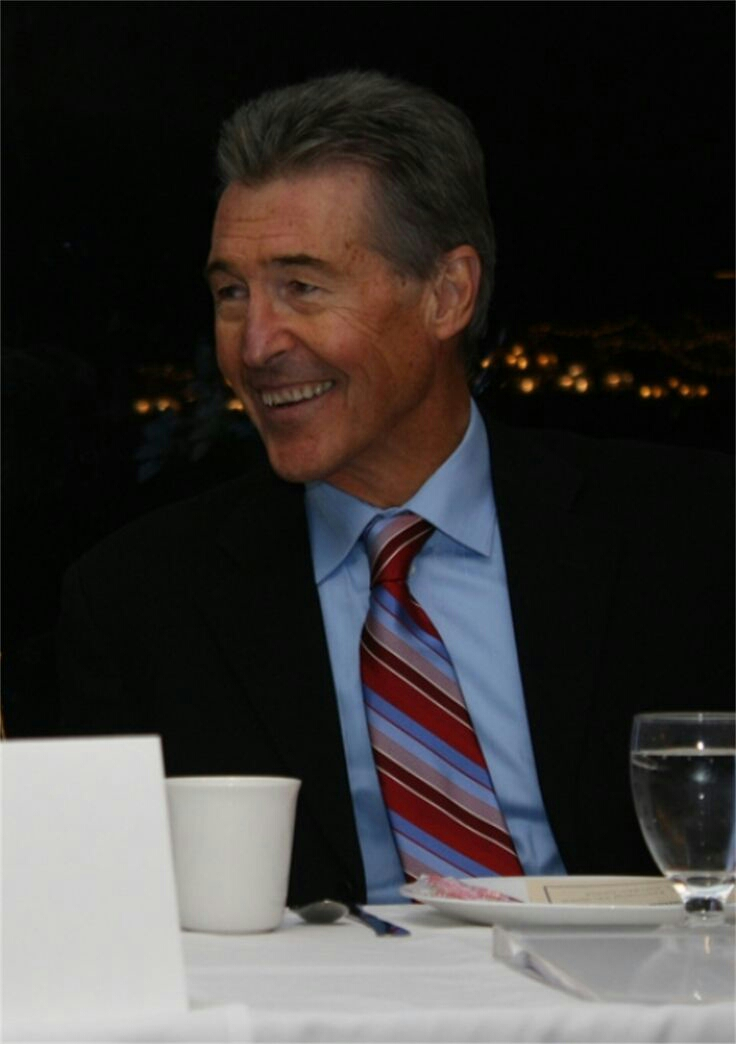

랜돌프 맨투스(Randolph Mantooth, 출생명 랜디 디로이 맨투스Randy DeRoy Mantooth, 1945년 9월 19일 ~ )는 미국의 배우, 텔레비전 감독이다.
새크라멘토에서 태어났다.

## 출연 작품
- 킬러 홀리데이 (2013년)
- 볼드 네이티브 (2010년) - 리차드 역
- 스크림 오브 더 비키니 (2009년)
- 파이어 서펀트 (2007년)
- 콰이어트 맨 (2007년) - 닥터 윌리스 역
- 에이전트 레드 (2000년)
- 에너미 액션 (1999년)

### 텔레비전
- 수사관 맥클라우드 (1970-71)
- 닥터 웰비 (1971-72)
- 제12순찰대 (1971-74)
- 119 구조대 (1972-79) - 일부 연출
- 더 폴 가이 (1983-86)
- 닥터 슬론 (1997-99)
- 애즈 더 월드 턴즈 (2003-05)
- 원 라이프 투 리브 (2007)